# Clifton Heights (Pensilvania)
Clifton Heights es un borough ubicado en el condado de Delaware, Pensilvania, Estados Unidos. Según el censo de 2020, tiene una población de 6,863 habitantes.

## Geografía
La localidad está ubicada en las coordenadas 39°55′49″N 75°17′45″O / 39.93028, -75.29583 (39.93015, -75.295827).

## Demografía
Según la Oficina del Censo en 2000 los ingresos medios por hogar en la localidad eran de $39,291 y los ingresos medios por familia eran de $48,919. Los hombres tenían unos ingresos medios de $36,534 frente a los $32,210 para las mujeres. La renta per cápita para la localidad era de $20,534. Alrededor del 11.1% de la población estaba por debajo del umbral de pobreza.
De acuerdo con la estimación 2015-2019 de la Oficina del Censo, los ingresos medios por hogar en la localidad son de $48,905 y los ingresos medios por familia son de $52,275. La renta per cápita para el período, medida en dólares de 2019, es de $25,068. El 18.1% de la población está en situación de pobreza.